# Dragatuš
Dragatuš je naselje u slovenskoj Općini Črnomelju. Dragatuš se nalazi u pokrajini Dolenjskoj i statističkoj regiji Jugoistočnoj Sloveniji. 

## Stanovništvo
Prema popisu stanovništva iz 2002. godine naselje je imalo 266 stanovnika.